# Niederlassungs- und Aufenthaltsgesetz
Das Niederlassungs- und Aufenthaltsgesetz (NAG) ist ein österreichisches Bundesgesetz, das die Erteilung, Versagung und Entziehung der Aufenthaltstitel von Fremden regelt, die sich länger als sechs Monate in Österreich aufhalten wollen. Es regelt auch die Dokumentation des unionsrechtlichen Aufenthaltsrechts von Bürgern des Europäischen Wirtschaftsraums. Aufenthalte von weniger als sechs Monaten werden europaeinheitlich durch die Verordnung (EU) 2018/1806 (EU-Visum-Verordnung) geregelt. Das Fremdenpolizeigesetz 2005 (FPG) befasst sich demgegenüber nicht mit Aufenthaltstiteln, sondern mit dem Verfahren: Es regelt die Ausübung der Fremdenpolizei, die Erteilung von Einreisetiteln, die Zurückweisung, die Erlassung von aufenthaltsbeendenden Maßnahmen, die Abschiebung, die Duldung, die Vollstreckung von Rückführungsentscheidungen von EWR-Staaten und die Ausstellung von Dokumenten für Fremde.
Das NAG ist in seiner ursprünglichen Fassung am 1. Jänner 2006 in Kraft getreten.

## Entstehungsgeschichte
Das NAG wurde als Artikel 4 des Fremdenrechtspakets 2005 erlassen, mit dem nicht nur das Niederlassungs- und Aufenthaltsrecht, sondern auch das Asylrecht (Asylgesetz 2005) neu gestaltet wurde. Es hat das Fremdengesetz 1997 abgelöst (Art. 5 Fremdenrechtspaket 2005).

## Gliederung
Das Gesetz gliedert sich in einen Allgemeinen Teil (§§ 1 bis 40) und einen Besonderen Teil (§§ 41 bis 76) sowie einen Schlussteil mit Straf-, Schluss- und Übergangsbestimmungen (§§ 77 bis 83).

### Allgemeiner Teil
Der Allgemeine Teil enthält Angaben zum Geltungsbereich und Begriffsbestimmungen (§§ 1 und 2), Behördenzuständigkeiten (§ 3 bis 7), Ausführungen zu Aufenthalts- und Niederlassungsberechtigungen (§§ 8 bis 10), Allgemeine Voraussetzungen für einen Aufenthaltstitel (§§ 11 bis 16), Ausführungen zur Integrationsförderung und zum Integrationsbeirat (§§ 17 und 18), Verfahrensvorschriften (§§ 19 bis 33) und Regelungen über die Verwendung personenbezogener Daten (§§ 34 bis 40).

### Besonderer Teil
Im Besonderen Teil werden die einzelnen Aufenthaltstitel für Drittstaatsangehörige und ihre Voraussetzungen geregelt (§§ 41 bis 46). Ein zweites Hauptstück behandelt die Familienzusammenführung (§ 47). In einem dritten Hauptstück (§§ 49 bis 50 a) wird die Niederlassung von langfristig aufenthaltsberechtigten oder hochqualifizierten Drittstaatsangehörigen aus anderen Mitgliedstaaten und ihren Familienangehörigen geregelt. Das vierte Hauptstück befasst sich mit dem unionsrechtlichen Aufenthaltsrecht und den hierzu ausgegebenen Dokumenten (§§ 51 bis 57). Das fünfte Hauptstück (§§ 58 bis 69) regelt Aufenthaltsbewilligungen zu unterschiedlichen Aufenthaltszwecken. In einem sechsten Hauptstück wird die Zertifizierung von nichtschulischen und Forschungseinrichtungen behandelt (§§ 70 bis 71).

### Schlussteil
Der Schlussteil (§§ 77 bis 83) sieht Strafbestimmungen und Sanktionen für Verwaltungsübertretungen (§ 77) vor. § 81 enthält Übergangsbestimmungen zur Fortgeltung von Aufenthaltsrechten.

## Durchführungsverordnung
Zum NAG ist die Niederlassungs- und Aufenthaltsgesetz-Durchführungsverordnung (NAG-DV) ergangen.